# Березовець (Словаччина)
Березовець (Брезовец, словац. Brezovec) — село, громада в окрузі Снина, Пряшівський край, східна Словаччина. Розташоване біля села Убля, яке розташоване на кордоні з Україною, поблизу села Малий Березний. Знаходиться на висоті 269 м над рівнем моря.

## Історія
Давнє лемківське село. Вперше згадується 1600 року як Brezeo. Історичні назви: Brezovecz (1773), Berezovec (1927), Brezovec (1948); угор. Brezovec, Berezóc.
У 1939—1944 рр. село перебувало у складі Угорщини.
1959 року створено колгосп.

## Населення
| Рік:            | 1993 | 2003     | 2013     | 2023     |
| --------------- | ---- | -------- | -------- | -------- |
| Кількість осіб: | 77   | 55       | 47       | 36       |
| Різниця:        |      | -28,57 % | -14,54 % | -23,40 % |

| Рік:            | 2022 | 2023    |
| --------------- | ---- | ------- |
| Кількість осіб: | 37   | 36      |
| Різниця:        |      | -2,70 % |

У 2009 році населення становило 49 осіб.
Національний склад населення (за даними останнього перепису населення — 2001 року):
- словаки — 71,43 %
- русини — 12,70 %
- українці — 6,35 %
- угорці — 3,17 %

Склад населення за приналежністю до релігії станом на 2001 рік:
- православні: 73,02 %,
- греко-католики: 12,70 %,
- римо-католики: 6,35 %,
- не вважають себе віруючими або не належать до жодної вищезгаданої церкви: 7,94 %.